# Bombardier 415
Бомбардьє 415 (англ. Bombardier 415) — турбогвинтовий двомоторний протипожежний гідроплан, розроблений компанією Canadair. Виробляється канадською компанією Bombardier.

## Розробка
Перший гідроплан Бомбардьє 415 піднявся в повітря 6 грудня 1993 року. У грудні 1994 року першу замовлену машину передали Франції. Він може бути використаний для виконання пошуково-рятувальних операцій, доставки груп рятувальників і спеціального обладнання в райони лиха. Літак здатний злітати як з землі, так і з водної поверхні. Бомбардьє 415 успішно використовуються в країнах, де ліси розташовані на пагорбах недалеко від морського узбережжя або великих водойм. Крім баків для води на літаку встановлені баки для концентрованої протипожежної піни, а також система змішування води і піни. Протипожежний літак може бути переобладнаний в транспортний. Навіть в протипожежному варіанті Бомбардьє 415 здатний перевозити до восьми пасажирів, а після переобладнання пасажиромісткість зростає до 30 осіб.

## Конструкція
Літак обладнаний двома турбогвинтовими двигунами Pratt & Whitney Canada PW123AF потужністю по 2380 к.с. Повітряні гвинти фірми Hamilton Standard 14 SF чотирьохлопатеві, з постійним числом обертів, діаметром 3,79 м. У конструкції лопатей застосовані композиційні матеріали. Профіль крила NACA 4417.

## Специфікації

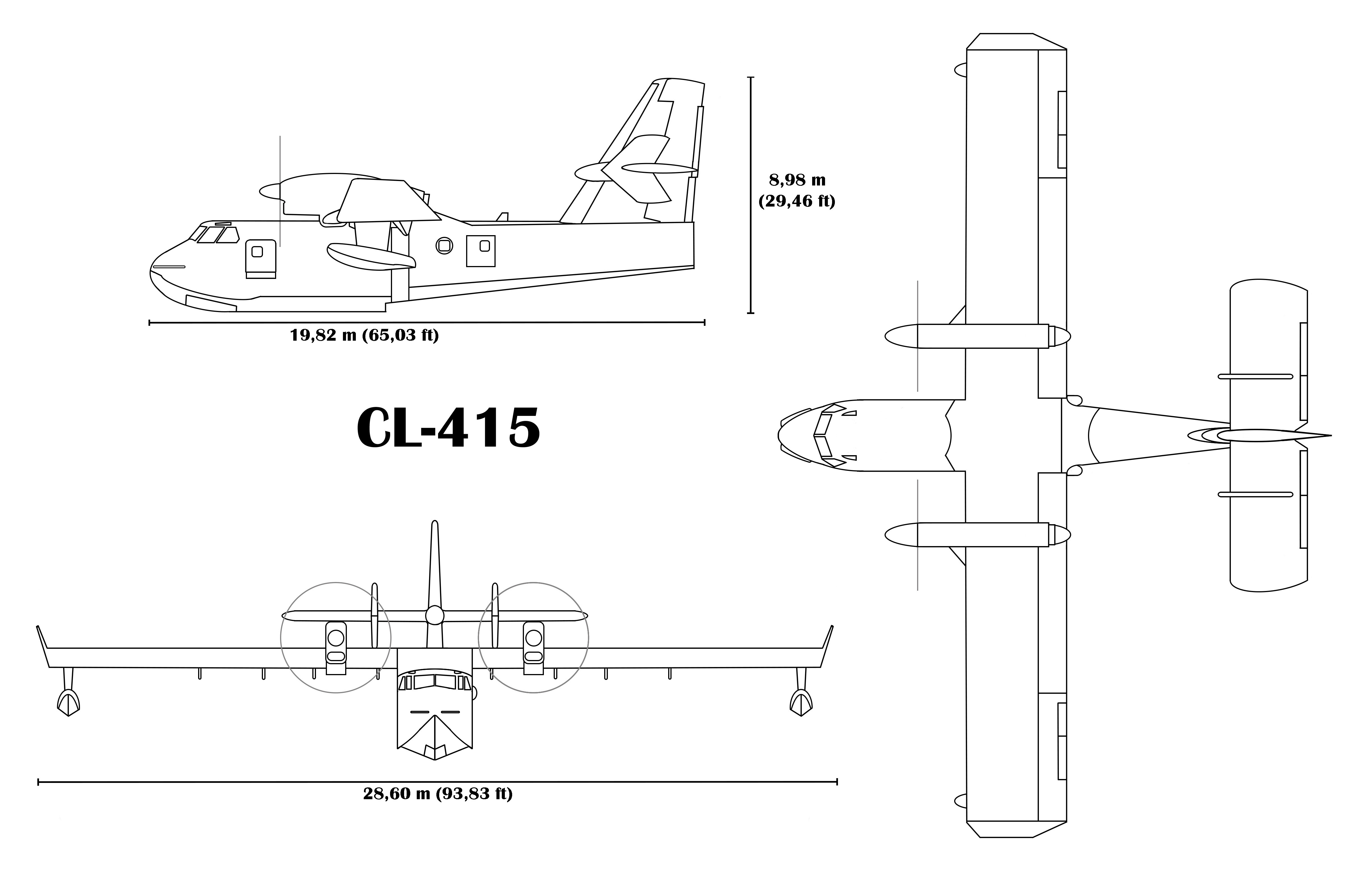
Canadair CL-415

Джерело: Сайт виробника 
Основні характеристики
- Екіпаж: 2 пілота
- Пасажиромісткість: 8 чоловік
- Довжина: 19,82 м
- Висота: 8,9 м
- Розмах крила: 28,6 м

- Площа крила: 100 м²
- Крило у плані: NACA 4417
- Силова установка: 2 ×  Pratt & Whitney Canada PW123AF  2 380 к.с. ( 1 774 кВт)

Льотні характеристики
- Крейсерська швидкість: 333 км/год
- Практична дальність: 2443 км

## Аварії та інциденти
На 19 лютого 2016 року за неофіційними даними в різних льотних пригодах було втрачено 8 машин. У катастрофах загинуло 10 осіб.
| Дата       | Бортовий номер | Місце катастрофи     | Жертви | Короткий опис                                                                      |
| ---------- | -------------- | -------------------- | ------ | ---------------------------------------------------------------------------------- |
| 17.11.1997 | F-ZBFQ         | Марсель              | 1/2    | Впав у море.                                                                       |
| 16.08.2003 | I-DPCN         | біля Езіне           | 0/н.д. | Впав на дерева після попадання в область турбулентності у вузькій гірській долині. |
| 08.03.2004 | F-ZBEZ         | озеро Сент-Круа      | 2/3    | Упав у воду при спробі забору води.                                                |
| 18.03.2005 | I-DPCK         | біля Форте-дей-Мармі | 2/2    |                                                                                    |
| 01.08.2005 | F-ZBEO         | 1,5 км від Кальві    | 2/2    |                                                                                    |
| 23.07.2007 | 2055           | біля Dilesos         | 2/2    |                                                                                    |
| 23.07.2007 | I-DPCX         | біля Сант-Еразмо     | 1/2    | Розбився під час гасіння лісової пожежі.                                           |
| 03.07.2013 | C-FIZU         | біля аеропорту Вабуш | 0/2    |                                                                                    |

## Галерея

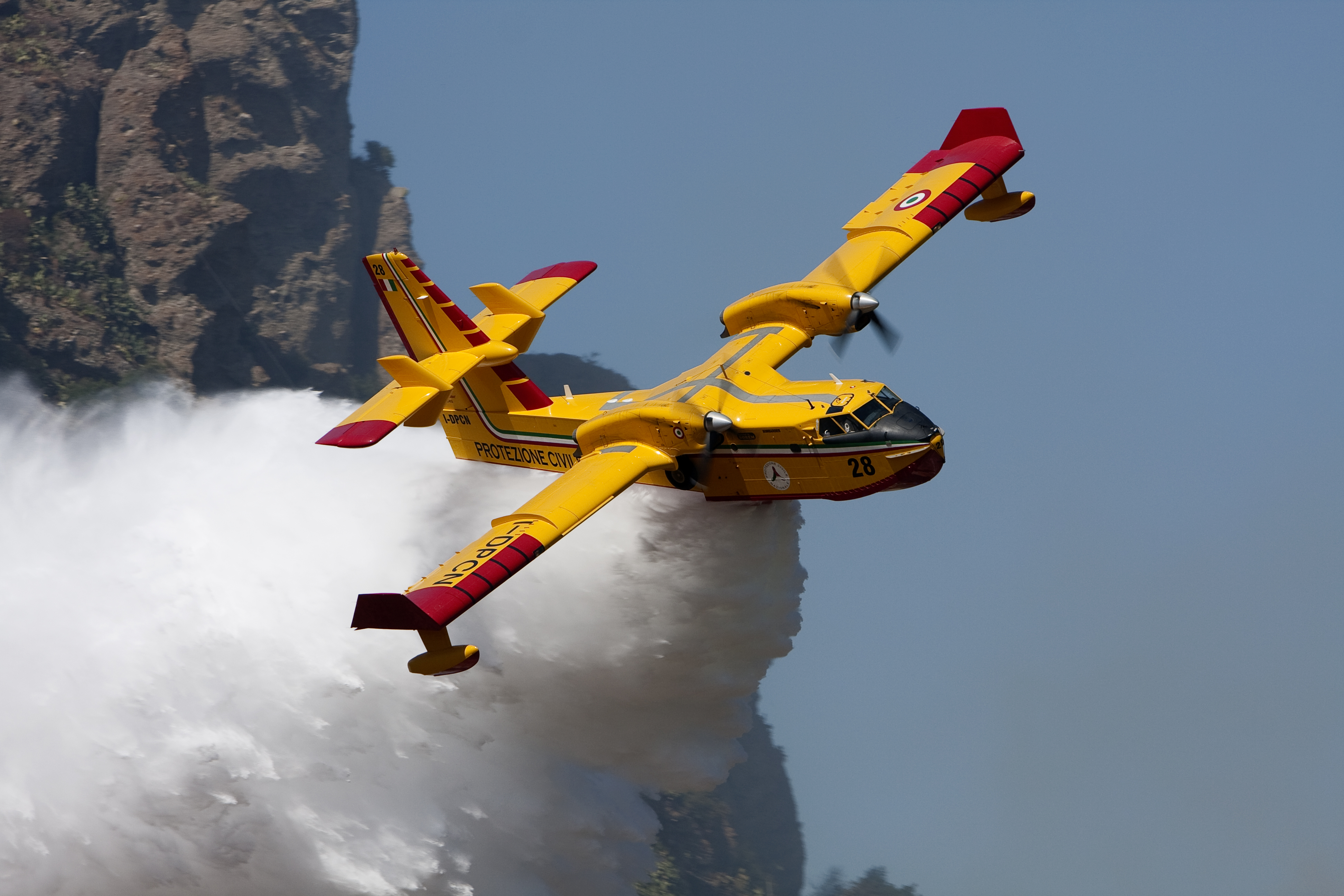
Італійський літак гасить пожежу
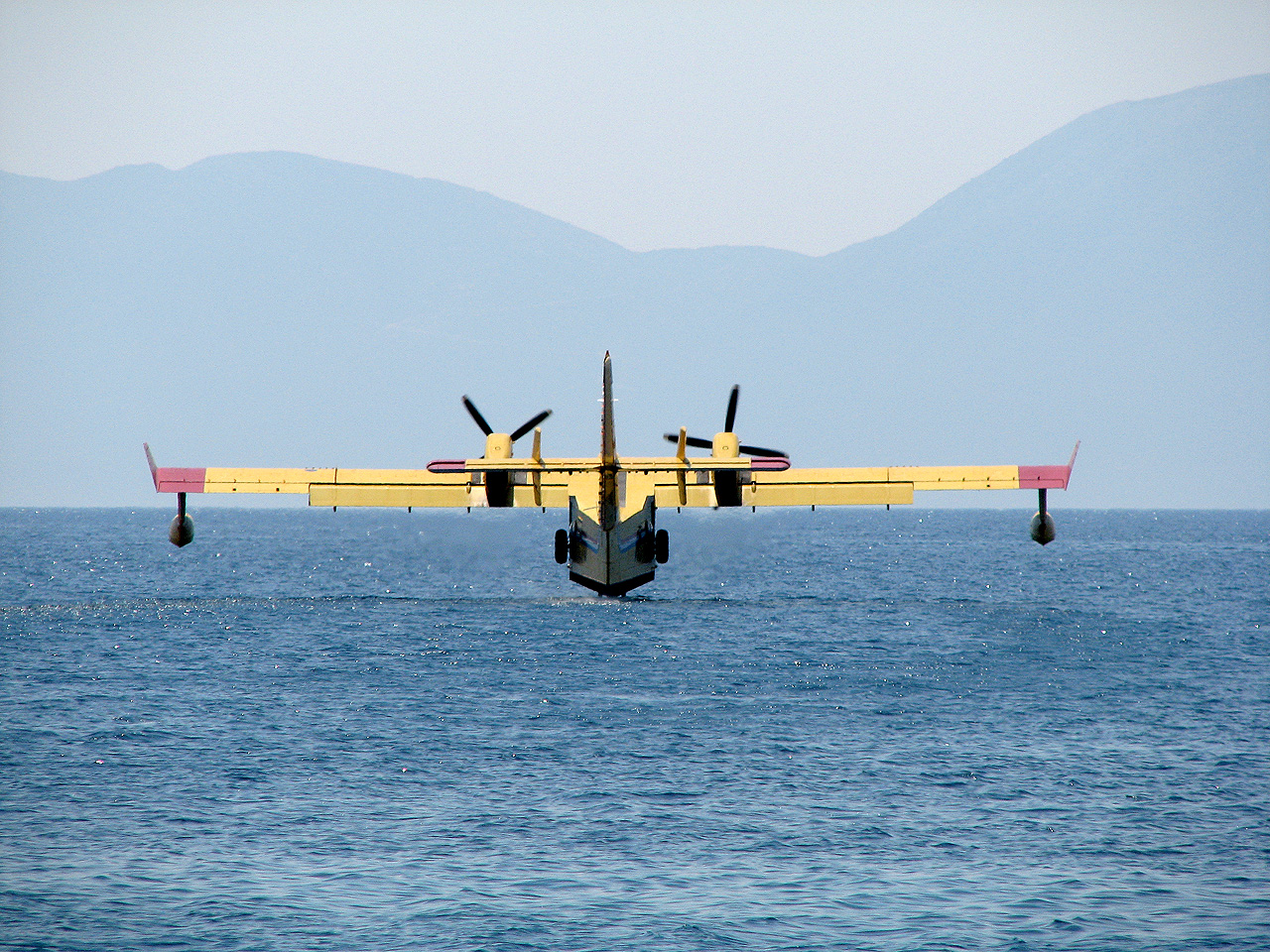
Хорватський літак набирає воду
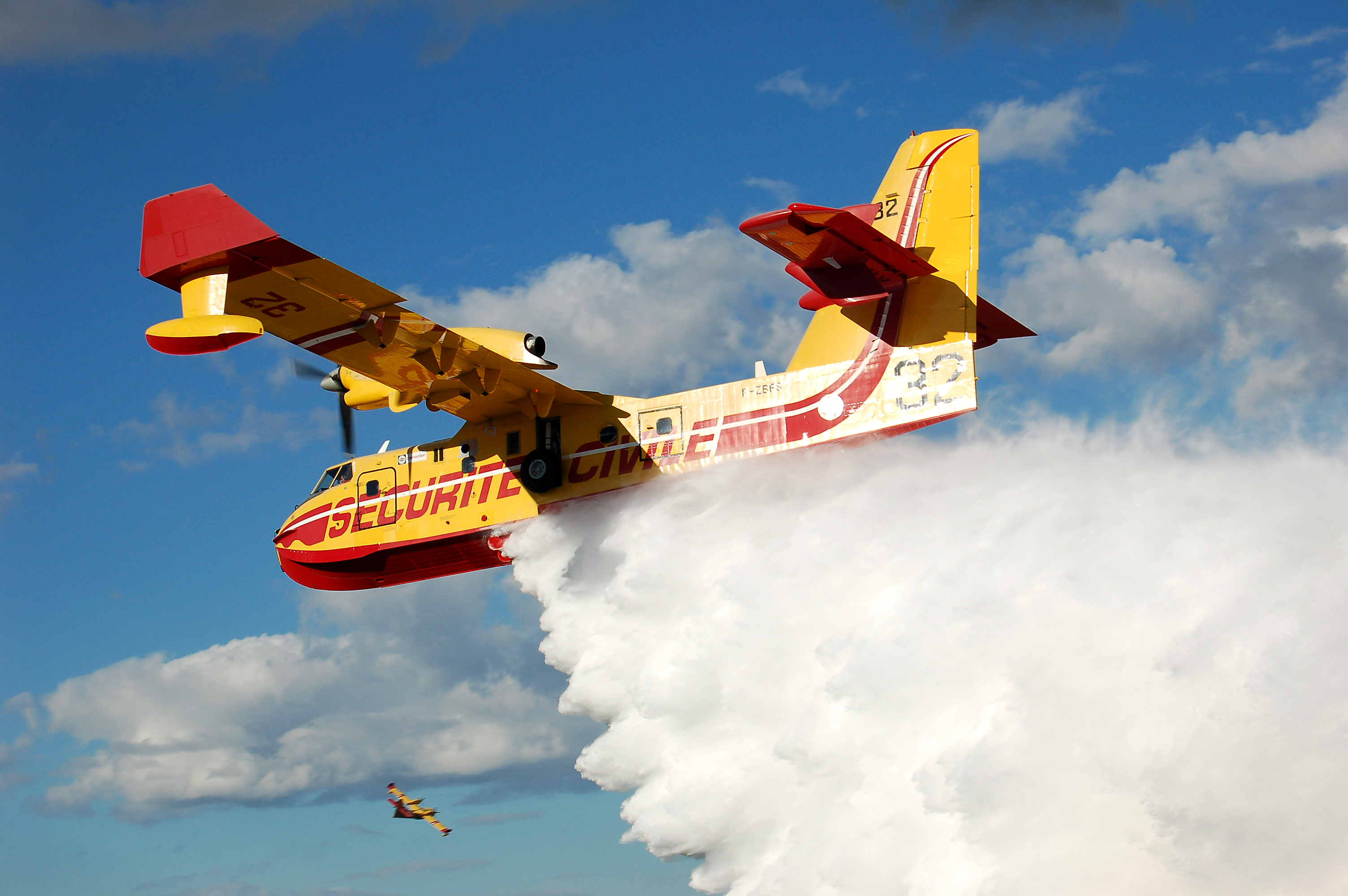
Французький літак гасить пожежу

### Пов'язані розробки
- Canadair CL-215

### Подібні літаки
- Бе-12
- Бе-200
- Harbin PS-5
- ShinMaywa US-2